# 화양역
화양역(Hwayang station, 華陽驛)은 장항선의 철도역이다. 현재 모든 여객 열차가 무정차 통과한다. 역 인근에 화차를 만드는 공장이 있어서 화물 취급도 했었지만, 지금은 화물 취급 역시 하지 않는다.

## 역명 유래
1914년에 화전리, 금굴리, 통 등을 병합하고 화양리라 한데서 비롯하였다.

## 연혁
- 1923년 11월 1일 : 보통역으로 영업 개시[1]
- 1944년 6월 15일 : 폐지
- 1955년 4월 1일 : 무배치간이역으로 영업 재개
- 1964년 8월 11일 : 배치간이역으로 승격[2]
- 1971년 4월 9일 : 역사 신축 착공
- 1971년 9월 25일 : 역사 신축 준공
- 1972년 2월 1일 : 보통역으로 승격[3]
- 1988년 1월 1일 : 수소화물 취급 중단[4]
- 1997년 1월 22일 : 수산정공 전용선 개통
- 1998년 12월 1일 : 장항선 전구간 비둘기호 운행중단
- 2001년 10월 18일 : 전용선을 태양금속 전용선으로 명칭 변경
- 2003년 1월 11일 : 전용선을 태양중공업 전용선으로 명칭 변경
- 2004년 4월 1일 : 장항선 통일호 운행중단
- 2006년 11월 15일 : 화물 취급 중지[5]
- 2007년 6월 1일 : 여객 취급 중지
- 2008년 12월 1일 : 장항선 직선화로 구역사 옆에 역사 신축, 배치간이역으로 격하

## 사진

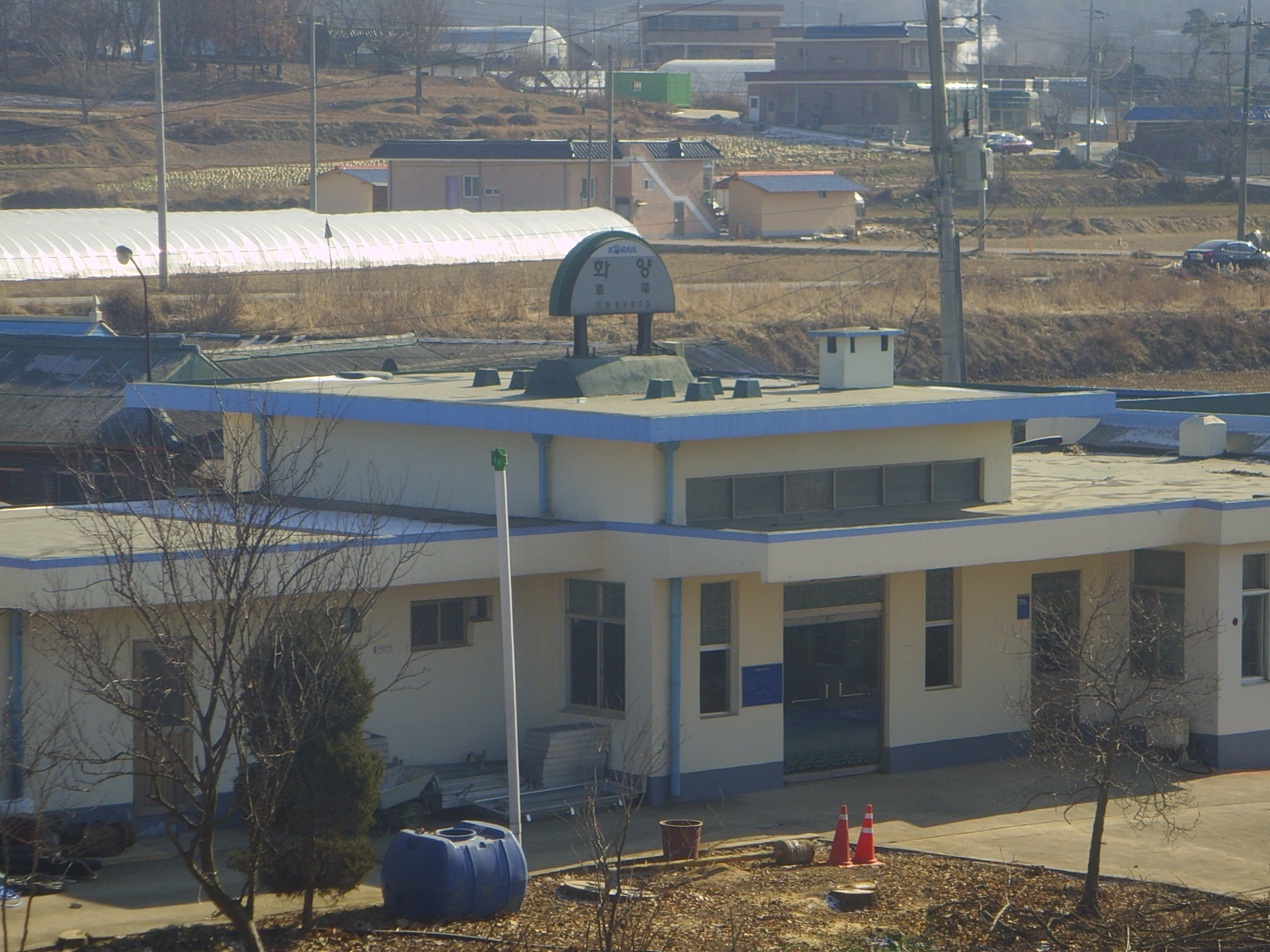
구 화양역사(전경)

## 참고 문헌
1. ↑  조선총독부관보 휘보 사설철도운수영업개시, 1923년 11월 5일
2. ↑  철도청 고시 제89호 (1964.08.01)
3. ↑  철도청 고시 제2호 (1972.01.17)
4. ↑  철도청 고시 제38호 (1987.12.29)
5. ↑  대한민국관보 건설교통부고시 제2006-400호, 2006년 9월 28일